# Hollow (chanson de Dons)
Ne doit pas être confondu avec Hollow (chanson).
Singles de Dons
Lauzto šķēpu karaļvalsts
(2023)
Chansons représentant la Lettonie au Concours Eurovision de la chanson
Aijā de Sudden Lights
(2023)
Hollow est une chanson du chanteur letton Dons. Elle  a été sélectionnée pour représenter la Lettonie au Concours Eurovision de la chanson 2024.

## Contexte et composition
La chanson est écrite et composée par Artūrs Šingirejs, Kate Northrop et Liam Geddes et est publiée le 2 janvier 2024 par le label Universal.  Dans des interviews pour Wiwibloggs,  Dons déclare que la chanson explore la façon dont les « insécurités peuvent nous tenir en otage » et que les autres essayent  de dicter la façon dont une personne devrait vivre. Il compare l'accumulation des pressions à « une grosse boule de poids » sur quelqu'un et la seule façon d'enlever ce poids est de trouver l'espoir. 

## Supernova 2024
Le diffuseur letton, Latvijas Televīzija (LTV) annonce la reconduction du concours Supernova, comme moyen de sélection du représentant de la Lettonie à l'Eurovision 2024. Cette édition 2024 comprend une demi-finale (durant laquelle dix chansons sur les quinze en compétition se qualifient pour la finale) et d'une grande finale durant laquelle le gagnant est sélectionné par la combinaison 50/50 des votes du public letton et d'un jury.  
Hollow est officiellement annoncée comme participante au concours le 9 janvier 2024. Elle est tirée au sort pour se produire en 11e position lors de la demi-finale du 3 février 2024, où elle se qualifie pour la grande finale. À l'issue de la finale du 10 février 2024
, il est annoncé que Hollow remporte à la fois le vote télévisé et le vote du jury et est la grande gagnante.  Grâce à cette victoire, la chanson est sélectionnée pour représenter la Lettonie au Concours Eurovision de la chanson 2024.

## À l'Eurovision
À l'Eurovision, la Lettonie se produit lors de la deuxième moitié de la deuxième demi-finale le 9 mai 2024  à laquelle votent l'Espagne, la France et l'Italie ainsi que le « reste du monde » . En cas de qualification, elle participera à la finale le 11 mai 2024.